# Kampatimar Shankariya
Kanpatimar Shankariya (1952 - 16 mai 1979) était un tueur en série indien.
Il est né à Jaipur, Rajasthan en 1952 et est arrêté à l'âge de 26 ans,. Il a avoué avoir tué au moins 70 personnes entre 1977 et 1978 par plaisir. Il a tué ses victimes en les frappant avec un marteau sur le cou, sous les oreilles, ce qui lui a valu le surnom de Kanpatimar (littéralement « celui qui tape en dessous de l'oreille »). Il a été reconnu coupable au début de 1979 et pendu à Jaipur le 16 mai 1979,,. Il s'est repenti [de ses crimes] et ses derniers mots avant d'être pendu ont été : « J'ai tué en vain. Personne ne devrait devenir comme moi ».  